# Crugey
Crugey é uma comuna francesa na região administrativa da Borgonha-Franco-Condado, no departamento de Côte-d'Or. Estende-se por uma área de 6,27 km². Em 2010 a comuna tinha 177 habitantes (densidade: 28,2 hab./km²).